# Pasawa
Pasawa (niem. Passau, łac. Castra Batavia, czes. Pasov) – miasto na prawach powiatu w południowo-wschodnich Niemczech, w kraju związkowym Bawaria, w rejencji Dolna Bawaria, w regionie Donau-Wald, siedziba powiatu Pasawa. Leży bezpośrednio przy granicy z Austrią. Liczy 49 454 mieszkańców (31.12.2013) i jest ważnym ośrodkiem gospodarczym, kulturalnym, administracyjnym i turystycznym, węzłem komunikacyjnym oraz siedzibą uniwersytetu.
Osadnictwo na obszarze miasta sięga czasów neolitu. Miasto w obecnym kształcie wywodzi się z rzymskiego obozu warownego, który w VIII w. stał się siedzibą biskupstwa. Prawa miejskie Pasawa otrzymała w roku 1225. Przez całe średniowiecze jej historia była ściśle związana z kościołem – biskupi pasawscy byli jednocześnie władcami księstwa, którego miasto było stolicą. W czasach nowożytnych najważniejszym wydarzeniem był wielki pożar, do którego doszło w 1662 r. Odbudowa, przy której pracowali architekci przede wszystkim z Włoch, nadała starówce z grubsza obecny wygląd. Ostatnie dwieście lat to także okres wielkiej prosperity Pasawy – rozwój przemysłu, węzeł kolejowy, powstanie uniwersytetu. Szczęśliwie miasto uniknęło zniszczeń w czasie II wojny światowej.
Pasawa położona jest na licznych wzgórzach rozdzielonych trzema rzekami zbiegającymi się u stóp Starego Miasta – Dunajem, Inn i Ilz. Malownicze położenie, a także cenna zabytkowa architektura w stylu śródziemnomorskim sprawiły, że Pasawa nazywana jest „miastem trzech rzek” oraz „bawarską Wenecją”.

## Historia

### Prehistoria i starożytność
Najstarsze znaleziska archeologiczne wykopane w Pasawie pochodzą z mezolitu. Późniejsze znaleziska z okresu neolitu wskazują, iż miejscowa ludność już wówczas trudniła się handlem – Pasawa była prawdopodobnie ośrodkiem eksportu krzemienia z Dolnej Bawarii do Austrii. Z okresu 1875–1745 p.n.e. zachowały się pozostałości drewnianej przystani na Dunaju. W okresie schyłkowej kultury lateńskiej na wzgórzu staromiejskim znajdowała się osada celtycka. W I wieku naszej ery rejon miasta dostał się pod panowanie Cesarstwa rzymskiego. Rzeka Dunaj stanowiła wówczas północną granicę Imperium, zaś jej dopływ Inn rozdzielał rzymskie prowincje Recja i Noricum. W rejonie obecnego miasta powstało w ciągu kolejnych stuleci kilka obozów warownych należących do pasa umocnień granicznych zwanych dunajskim limesem. Od jednego z tych obozów – Batavis – wywodzi się obecna nazwa miasta (sam obóz nazwę swą otrzymał od stacjonujących tam najemników rzymskich rekrutowanych z germańskiego plemienia Batawów).

### Średniowiecze
W V wieku Rzymianie wycofali się z regionu. Na półwyspie u zbiegu Innu i Dunaju powstała warownia plemienia Bajuwarów. W roku 739 św. Bonifacy zwany „niemieckim apostołem” założył istniejącą do dziś diecezję pasawską i wyświęcił pierwszego biskupa – Vivilo. Od tej pory aż do sekularyzacji losy miasta będą nierozłącznie związane z losami diecezji. W roku 999 biskup uzyskał z rąk cesarza szereg przywilejów dających mu władzę świecką nad miastem (kontrola targów, mennicy, ceł oraz sądownictwa). W roku 1217 biskupi Pasawy otrzymali tytuł książęcy oraz przylegające tereny jako lenno i stali się tym samym władcami samodzielnego terytorium Rzeszy, choś obszar podległy świeckiej władzy biskupów Pasawy był znacznie mniejszy od obszaru podlegającego ich kościelnej jurysdykcji – ten bowiem rozciągał się daleko w głąb Austrii (Pasawa była przyczółkiem chrystianizacji Austrii).
W roku 1225 Pasawa otrzymała prawa miejskie. W latach 1298 oraz 1367/68 doszło do powstań mieszczan przeciw władzy biskupiej. Domagali się oni ustanowienia samorządu miejskiego podobnego do samorządu miast koronnych. Obydwa powstania zostały stłumione; podczas drugiego biskup nadużył władzy kościelnej rzucając na buntowników klątwę, tak iż dla dwustu poległych wówczas mieszczan utworzono nowy cmentarz z niepoświęconą ziemią. Ostatecznie mieszczanie wywalczyli jedynie radę miejską o ograniczonych kompetencjach z członkami nie wybieranymi, lecz mianowanymi przez biskupa. Mimo tych napięć miasto osiągnęło znaczący dobrobyt. Prosperity to zawdzięczało korzystnemu położeniu państewka biskupiego pomiędzy Bawarią, Austrią i Czechami na styku trzech dróg wodnych. Dzięki temu kwitł handel – przede wszystkim alpejską solą, ale również czeskim zbożem i słodem oraz austriackim winem. Na przełomie XV i XVI wieku Pasawa była ośrodkiem handlowym o znaczeniu europejskim, a przechodzące przez nią produkty docierały aż do Węgier. Transportowano je głównie drogą wodną, również pod prąd Dunaju łącząc łodzie w zespoły ciągnięte przez 30 koni. W kierunku Czech transport odbywał się drogą lądową ze względu na brak połączeń wodnych i górzysty teren.
Najpóźniej w połowie XIII wieku w Pasawie osiedlają się pierwsi Żydzi, sprowadzeni do miasta prawdopodobnie przez samego biskupa jako bankierzy ze względu na zakaz pobierania odsetek obowiązujący chrześcijan w średniowieczu. W początkach XV wieku u podnóża twierdzy Oberhaus powstało getto, jego mieszkańcy przez długi czas unikali jednak prześladowań, w odróżnieniu od sąsiednich terytoriów Austrii i Bawarii. Dopiero w roku 1478 doszło do pogromu po profanacji hostii przypisanej Żydom, a w rzeczywistości dokonanej przez złodzieja kościelnego wyznania chrześcijańskiego. Dziesięciu mężczyzn stracono, przy czym tych, którzy przyjęli chrzest, zgładzono w mniej bestialski sposób. Około czterdziestu innych Żydów po przyjęciu chrztu pozostawiono w spokoju, a pozostałych wypędzono z miasta. Na miejscu zburzonej synagogi wybudowano kościół pielgrzymkowy pw. św. Salwadora.

### Czasy nowożytne

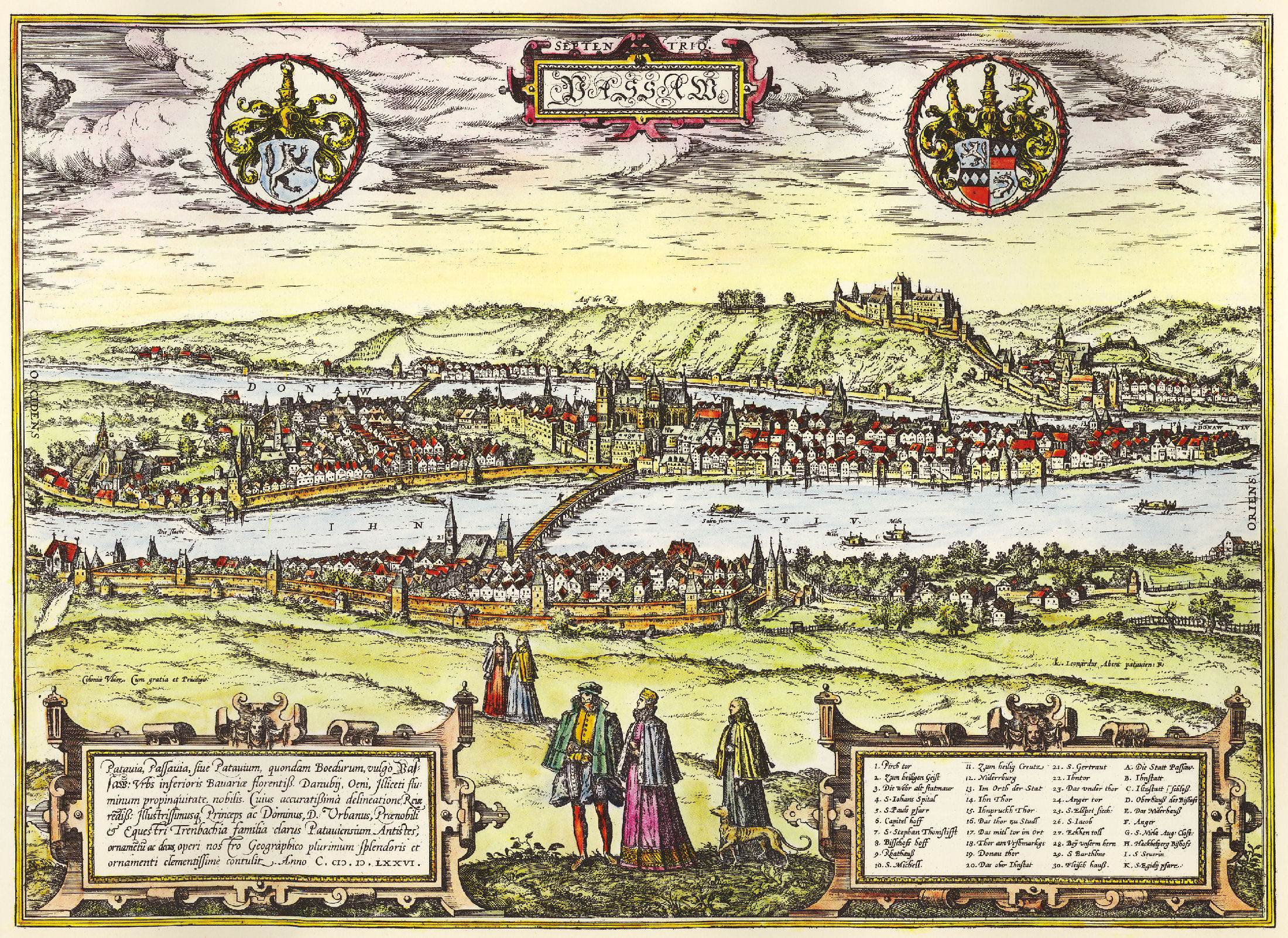
Pasawa około 1600 r.

Wraz z przejęciem kontroli nad handlem solą przez księcia Maksymiliana III Habsburga w roku 1594 Pasawa z dnia na dzień straciła swe główne źródło dochodów – okres prosperity gospodarczej dobiegł końca.
Piętno na historii miasta wywarła również reformacja. Za panowania biskupa Wolfganga von Salm (1541-1555) panowała dość liberalna atmosfera, a w roku 1552 podpisano traktat z Pasawy – pierwszą ugodę między katolickim cesarzem Ferdynandem Habsburgiem a protestanckimi książętami Rzeszy, która utorowała drogę do pokoju augsburskiego. Zupełnie odmienny kurs obrał biskup Urban von Trenbach (1561-1598) – drobiazgowo kontrolował religijność mieszkańców za pomocą zaświadczeń o spowiedzi i komunii wielkanocnej, a protestantów odmawiających przejścia na katolicyzm usuwał z miasta. Po jego śmierci diecezja dostała się pod kontrolę Habsburgów forsujących wszelkimi metodami kontrreformację. W ciągu kolejnych dwóch stuleci sakrę biskupią otrzymali trzej arcyksiążęta oraz wielu arystokratów blisko związanych z dynastią. Arcyksiążę Leopold na tron biskupi wstąpił w wieku dziecięcym, nigdy nie przjął święceń biskupich, a pod koniec życia porzucił ze względów dynastycznych swe kościelne urzędy i zawarł małżeństwo. W sprawowaniu czynności liturgicznych zastępowali go biskupi pomocniczy.
W ciągu swego istnienia Pasawa padała wielokrotnie ofiarą powodzi i ognia. W roku 1662 całe miasto legło w popiołach. Sprowadzeni z Włoch architekci i malarze odbudowali Pasawę nadając miastu jego obecny śródziemnomorsko-barokowy wygląd. W roku 1676 w odbudowanym pałacu biskupim odbył się ślub cesarza Leopolda I Habsburga z jego trzecią żoną Eleonorą-Magdaleną. Kilka lat później ten sam cesarz szukał w mieście schronienia podczas oblężenia Wiednia przez Turków w roku 1683 i mieszkał przez kilka miesięcy w pałacu biskupim. To właśnie tu przygotowywano plany słynnej odsieczy wiedeńskiej. Po odsieczy rozpoczął się kolejny okres prosperity w historii miasta. W 1786 roku z inicjatywy kardynała Auersperga powstała pierwsza gazeta na terenie miasta. Reformy w duchu oświecenia i absolutyzmu dostosowały państwo biskupie do potrzeb zmieniających się czasów. Jednak już w roku 1803 księstwo biskupie przestało istnieć i przeszło w wyniku sekularyzacji pod panowanie bawarskie.
W 1860 roku Pasawa uzyskała połączenie kolejowe ze Straubingiem. Dopiero w 1923, w wyniku referendum, do Pasawy dołączono samodzielną dotychczas gminę Beiderwies, położoną na drugim brzegu Innu. Obecnie jest to dzielnica Innstadt.
W latach 1942–1945 w mieście istniał podobóz obozu koncentracyjnego Mauthausen (przez kilka pierwszych miesięcy podlegał obozowi w Dachau). Więźniowie pracowali przy budowie elektrowni wodnej. W marcu 1944 utworzono podobóz Pasawa II, a w marcu 1945 roku podobóz Pasawa III. Więźniowie tych podobozów pracowali w przemyśle drzewnym oraz przy rozładunku statków.
7 stycznia 1946 r. Werwolf dokonał podpalenia budynku, w wyniku czego zginęło trzech cywilnych urzędników Stanów Zjednoczonych.
Od 1978 roku Pasawa jest siedzibą uniwersytetu (Uniwersytet w Pasawie), cieszącego się renomą w zakresie nauk prawnych, zarządzania i informatyki. Za działalność na rzecz integracji europejskiej w roku 1980 miasto odznaczone zostało nagrodą europejską Komitetu Ministrów Rady Europejskiej.

## Klęski żywiołowe
Z racji swego położenia na styku trzech rzek Pasawa często była niszczona w wyniku powodzi.
W czerwcu 2013 roku pod wodą znalazła się większa część Starego Miasta, a Dunaj osiągnął wysokość 12,5 metra – nienotowaną od 500 lat. Wysoki poziom był także na Innie – w Pasawie nie było prądu, wstrzymano też dostawy wody pitnej.

## Gospodarka
W mieście rozwinął się przemysł metalowy, spożywczy, odzieżowy, materiałów budowlanych oraz elektrotechniczny.

## Demografia
Dane o ludności z 31 grudnia 2008:
| Opis                                | Ogółem | Ogółem | Kobiety | Kobiety | Mężczyźni | Mężczyźni |
| ----------------------------------- | ------ | ------ | ------- | ------- | --------- | --------- |
| Jednostka                           | osób   | %      | osób    | %       | osób      | %         |
| Populacja                           | 50 717 | 100    | 26 797  | 52,84   | 23 920    | 47,16     |
| Wiek przedprodukcyjny (0–17 lat)    | 6794   | 13,4   | 3329    | 6,56    | 3465      | 6,83      |
| Wiek produkcyjny (18–65 lat)        | 32 907 | 64,88  | 16 878  | 33,28   | 16 029    | 31,6      |
| Wiek poprodukcyjny (powyżej 65 lat) | 11 016 | 21,72  | 6590    | 12,99   | 4426      | 8,73      |

## Architektura i krajobraz

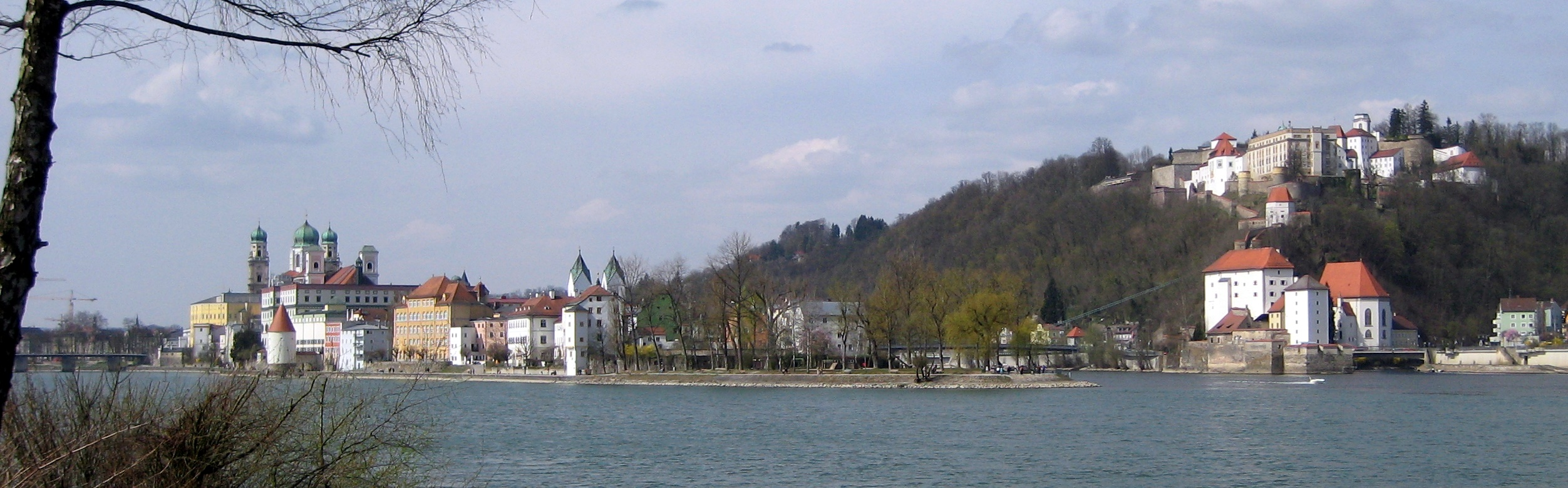
Zbieg Dunaju, Innu i Ilz

Stare miasto położone jest na wąskim półwyspie u zbiegu Dunaju (północ) i Innu (południe). Katedra św. Szczepana stoi na niewielkim wzgórzu. Ze względu na znaczne różnice wysokości część ulic i uliczek przechodzi w niektórych w strome schody. W XVII wieku architekci sprowadzeni z Włoch nadali miastu śródziemnomorski wygląd, stąd Pasawę często określa się mianem bawarskiej Wenecji. Na północnym brzegu Dunaju i południowym brzegu Innu nad krajobrazem dominują wzgórza pokryte zielenią. Obydwa wspomniane brzegi mają własne dominanty architektoniczne – północny w postaci twierdzy Oberhaus, zaś południowy w postaci sanktuarium Matki Boskiej Wspomożycielki.
Po połączeniu z rzekami Inn i Ilz wody Dunaju mają na dłuższym odcinku trzy kolory: zielony (woda z rzeki Inn – kolor nadaje topniejący u źródła rzeki alpejski śnieg), czarny (woda z rzeki Ilz wypływającej z torfowisk) oraz niebieski (woda z Dunaju). Zielona woda pochodząca z Innu płynie przy tym często szerszym strumieniem niż niebieska woda z Dunaju. Wynika to głównie z mniejszej głębokości Innu (1,90 m) względem Dunaju (6,80 m).

## Zabytki

### Budowle sakralne
- Katedra św. Szczepana: W obecnym kształcie została odbudowana w 1662 roku. Posiada największe organy katedralne świata z 17 774 piszczałkami i 233 rejestrami.
- Sanktuarium Matki Bożej Wspomożycielki (Maria Hilf) z XVII w.
- Kościół św. Seweryna na fundamentach z V w.
- Pojezuicki kościół św. Michała z XVII w.
- Kościół św. Pawła z XVII w.

### Budowle świeckie
- Twierdza Oberhaus: Jej budowa, którą rozpoczął w 1219 roku biskup Ulrich II, trwała do XIX wieku. Twierdza Oberhaus znajduje się przy ujściu trzech rzek – dokładnie pomiędzy Ilz i Dunajem – i należy do największych zamków obronnych Europy.
- pozostałości średniowiecznych umocnień miejskich z bramą św. Seweryna i basztą Schaiblingsturm
- stary Pałac Biskupi z XV–XVII w. (obecnie sąd)
- Nowy Pałac Biskupi w stylu późnobarokowym (1712–1730)
- pałac Herberstein z renesansowymi krużgankami arkadowymi w stylu włoskim z 1590 r. (obecnie sąd)
- ratusz z XIV w. (z XIX-wieczną wieżą)
- opera z 1645 r., przebudowana w 1783 r. (obecnie teatr miejski)
- wczesnoklasycystyczny pałac Freudenhain (XVIII w., obecnie szkoła średnia)
- Urząd Celny w stylu klasycystycznym (1848–1851)
- domy patrycjuszy miejskich
- sierociniec z XVIII w.
- ruiny zamku Hals

## Gospodarka
Znaczenie międzynarodowe ma koncern prasowy Verlagsgruppe Passau. Oprócz bawarskiej gazety Passauer Neue Presse należy do niego osiem polskich dzienników regionalnych grupy Polska Press oraz liczne gazety czeskie i słowackie.
Pośród rodzimych przedsiębiorstw niekwestionowane pierwsze miejsce zajmują zakłady ZF Passau zatrudniające prawie 3500 osób – zajmują się produkcją maszyn i układów napędowych. Ważną rolę odgrywa ponadto fabryka tekstyliów Eterna Mode zatrudniająca około 800 osób. Na terenie miasta działa również kilka firm z branży informatycznej oraz pięć browarów.

## Kultura

### Festiwale
Od roku 1953 w Pasawie oraz pobliskich miejscowościach na terenie Bawarii, Austrii i Czech odbywają się rokroczne festiwale europejskie (Festspiele Europäische Wochen Passau). Od 1979 roku organizowane są ponadto Dni Kabaretu. Na festiwalu tym od 1983 przyznawany jest katowski topór – nagroda dla młodych talentów. Do grona laureatów należą m.in. sławy kabaretu niemieckiego Hape Kerkeling i Günter Grünwald. Ponadto regularnie odbywają się trzy festiwale filmowe.

### Muzea
- Muzeum Historii Szkła (Passauer Glasmuseum) – największe na świecie zbiory wyrobów szklanych, głównie słynne szkła czeskie, obejmuje 30 000 eksponatów
- Muzeum w Twierdzy Oberhaus (Oberhausmuseum) – historia miasta i okolic
- Muzeum Archeologiczne (Römermuseum Kastell Boiotro) – wykopaliska na terenie dawnego kasztelu rzymskiego Boiotro
- Muzeum Sztuki Nowoczesnej (Museum Moderner Kunst) – około 2000 eksponatów
- Muzeum Diecezjalne (Domschatz- und Diözesanmuseum)

## Polityka

### Burmistrzowie i nadburmistrzowie
Lista burmistrzów, później nadburmistrzów zarządzających miastem od 1900:
| - Joseph Muggenthaler (1894–1919) - Carl Sittler (1919–1933) - Max Moosbauer (1933–1945) - Carl Sittler (1945) - Rudolf von Scholtz (1945–1946) - Alfred Lobinger (1946) - Heinz Wagner (1946–1948) | - Hans Riedl (1948) - Stephan Billinger (1948–1964) - Emil Brichta (1964–1984) - Hans Hösl (1984–1990) - Willi Schmöller (1990–2002) - Albert Zankl (2002–2008) - Jürgen Dupper (od 2008) |

### Rada miasta
|                          |                          | 2002   | 2002    | 2002   | 2008   | 2008   | 2008   |
| miejsca                  | %                        | głosy  | miejsca | %      | głosy  |        |        |
| ------------------------ | ------------------------ | ------ | ------- | ------ | ------ | ------ | ------ |
|                          | CSU                      | 18     | 40,4%   | 8773   | 16     | 35,4%  | 7564   |
|                          | SPD                      | 12     | 26,3%   | 5713   | 12     | 25,7%  | 5504   |
|                          | ödp/Aktive Passauer      | 5      | 10,6%   | 2297   | 7      | 15,8%  | 3373   |
|                          | Zieloni                  | 2      | 4,7%    | 1025   | 3      | 8,6%   | 1830   |
|                          | FDP/Junge Liste          | –      | –       | –      | 3      | 8,0%   | 1715   |
|                          | FWG                      | 2      | 4,3%    | 929    | 3      | 6,5%   | 1395   |
|                          | FDP                      | 2      | 5,9%    | 1279   | –      | –      | –      |
|                          | Junge Liste              | 1      | 3,3%    | 710    | –      | –      | –      |
|                          | REP                      | 1      | 2,5%    | 550    | –      | –      | –      |
|                          | Studenten für Passau     | 1      | 2,1%    | 461    | –      | –      | –      |
|                          |                          | 44     | 100%    | 21 737 | 44     | 100%   | 21 381 |
| uprawnieni do głosowania | uprawnieni do głosowania | 39 843 | 39 843  | 39 843 | 40 321 | 40 321 | 40 321 |
| głosy ważne              | głosy ważne              | 21 737 | 21 737  | 21 737 | 21 381 | 21 381 | 21 381 |
| głosy nieważne           | głosy nieważne           | 705    | 705     | 705    | 583    | 583    | 583    |
| frekwencja               | frekwencja               | 56,3%  | 56,3%   | 56,3%  | 54,5%  | 54,5%  | 54,5%  |

## Współpraca
Miejscowości partnerskie:
- Akita, Japonia
- Bad Griesbach im Rottal, Bawaria
- Cagnes-sur-Mer, Francja
- Czeskie Budziejowice, Czechy
- Dumfries, Wielka Brytania
- Eferding, Austria
- Freyung, Bawaria
- Hackensack, Stany Zjednoczone
- Hauzenberg, Bawaria
- Krems an der Donau, Austria
- Linz, Austria
- Liuzhou, Chiny
- Malaga, Hiszpania
- Montecchio Maggiore, Włochy
- Pocking, Bawaria
- Simbach am Inn, Bawaria
- Scurcola Marsicana, Włochy
- Veszprém, Węgry